# Regione di Gambella
La regione di Gambella è una regione (kililoch) dell'Etiopia occidentale. Prende il nome dal suo capoluogo, Gambella
La regione fu sotto amministrazione britannica dal 1902 fino all'occupazione italiana dell'Etiopia nel 1936. La regione-stato è stata istituita nel 1995. Ha incorporato parte del territorio della ex provincia di Ilubabor. Confina a nord-est e a est con la regione di Oromia, a sud-est e a sud con la Regione dei Popoli Etiopi del Sud-Ovest. A sud-ovest, a ovest e a nord ha un confine internazionale con il Sudan del Sud.
Il territorio è costituito dall'altopiano etiopico a est e digrada progressivamente verso ovest in una regione di pianure ondulate dove prevale la vegetazione della savana. Nell'area settentrionale scorre il fiume Baro che bagna Gambella, la capoluogo regionale. Il Baro è navigabile e segna il confine settentrionale con il Sudan del Sud. Al confine sud-occidentale scorre verso nord-ovest il fiume Akobo mentre il confine occidentale è delimitato dal fiume Pibor. Dalla confluenza del Pibor con il Baro nasce il fiume Sobat che scorre verso il Nilo bianco in territorio sud-sudanese. Nell'area centrale scorre il fiume Gilo un affluente del Pibor.
Circa 5061 km² della regione sono stati destinati a divenire il parco nazionale di Gambela.

## Geografia antropica

### Suddivisioni amministrative
La regione è divisa in tre zone amministrative, e uno speciale worea:
- Agnewak
- Majang
- Nuwer

- Itang (worea speciale)

## Società

### Evoluzione demografica
| Religione                    | Religione                    |  | Percentuale | Percentuale |
| ---------------------------- | ---------------------------- |  | ----------- | ----------- |
| Protestanti                  | Protestanti                  |  | 44%         | 44%         |
| Cristiani copti              | Cristiani copti              |  | 24,1%       | 24,1%       |
| Seguaci di riti tradizionali | Seguaci di riti tradizionali |  | 10,3%       | 10,3%       |
| Musulmani                    | Musulmani                    |  | 5,1%        | 5,1%        |
| Cattolico                    | Cattolico                    |  | 3,2%        | 3,2%        |

Da una stima redatta dalla Central Statistical Agency of Ethiopia (CSA) e pubblicata nel 2005 la popolazione risulta essere costituita da 247 000 abitanti. 
I gruppi etnici principali che compongono la popolazione sono: nuer (40%), anuak (27%), amara (8%), oromo (6%), mezengir (5.8%), kefficho (4.1%), tigrino (1.6%) e altri gruppi etnici (7.5%). Circa il 44% della popolazione è protestante,  il 24.1% cristiano-copto,  il 10.3% seguace di riti tradizionali,  il 5.1% musulmano ed il 3.2% cattolico.